# 세키카와 고이치
세키카와 고이치(일본어: 関川 浩一, 1969년 4월 1일 ~ )는 일본의 전 프로 야구 선수이자 야구 지도자이다. 현역 시절 세키 상(関さん)이라는 애칭이 붙여질 정도로 유명하다.

## 인물

### 프로 입단 전
도쿄도 조후시 출신으로 초등학교 시절 리틀 야구부 선수, 중학교 시절에는 시니어 야구부에 소속되면서 중학교 3학년 때인 여름에 전일본 선수권 대회에서 우승을 이끌어 내기도 했다. 그 후 도인가쿠엔 고등학교에 진학하면서 고시엔 대회에 출장, 6번 우익수로 선발 출장하면서 고교 시절에는 강한 어깨를 가진 포수로서 활약을 하는 등 높은 평가를 받기도 했다. 그 후 고마자와 대학에 진학하여 포수로서 활약을 하는 등 대학 리그의 베스트 나인으로 두 차례 선정되었다. 1990년 프로 야구 드래프트 회의에서는 한신 타이거스로부터 2순위 지명을 받아 입단했다.

### 한신·주니치 시절
빠른 발을 가진 포수로서 주목을 받았지만 포수로서의 능력은 저하되면서 기대 이하의 플레이로 인해 외야수로 전환 되는 경우가 많아 한신 시절에는 포수·외야수로 동시에 맡는 시즌도 있었다. 1997년 시즌 종료 후, 구지 데루요시와 함께 다이호 야스아키, 야노 아키히로의 2대 2의 맞트레이드로 주니치 드래건스에 이적되었다.
주니치의 예전 홈구장이었던 나고야 구장과는 비교적으로 넓은 나고야 돔에 적응할 수 있는 야수로서 외야수의 전담 역할을 하는 등 수비 코치로부터 특별 훈련을 받았다. 당시 호시노 센이치 감독으로부터 중용된 후 1999년 시즌에는 개인 최다 성적이 되는 타율 3할 3푼과 4개의 홈런, 60타점 20도루를 기록함과 동시에 팀의 리그 우승을 이끌었다. 그러나 일본 시리즈 1차전에서 배팅 감각에 이상이 생기는 등 팀은 일본 시리즈 우승에 실패하는 고배를 마셨다. 2000년에는 작년과 다른 배팅을 해야 한다고 하는 갈등 때문인지 기대 이하의 성적을 기록하는 등 부진에 시달리기도 하였다.
2004년에는 오치아이 히로미쓰가 감독으로 취임하면서 리그 우승을 경험했지만 자신은 이적 후 최저인 12경기에만 출전했다. 시즌 종료 후 무상 트레이드로 고야마 신이치로와 함께 도호쿠 라쿠텐 골든이글스에 이적했다.

### 라쿠텐 시절
2005년 3월 26일, 지바 롯데 마린스와의 개막전(지바 마린 스타디움)에 1번 좌익수로 선발 출장하여 신 구단으로서는 기념해야 할 첫 번째의 타자가 되었다. 4월 6일의 홋카이도 닛폰햄 파이터스전에서 개인 통산 1000안타를 달성함과 동시에 이 1000개째의 안타는 구단 창단 이래 역대 최초의 맹타상이자 구단 사상 최초의 3루타를 기록했다. 2006년 9월 5일에는 오릭스 버펄로스전(미야기 구장)에 2번 타자로 선발 출장하면서 1경기에서의 무려 4개의 희생 번트를 기록하는 등 일본 프로 야구 타이 기록(과거 6명)을 달성했다. 또 이 해의 후반기부터 노무라 가쓰야 감독이 “후지이 아키히토와 가쓰노리가 부상 당했을 때 포수로 뛰게 할 수 있다”라고 말하면서 포수로서의 수비 연습에도 임했다. 하지만 실제로 수비에 오른 적은 없었다.
2007년 9월 24일에는 그 해의 시즌 마지막으로 현역 은퇴를 표명, 은퇴 경기인 10월 4일의 지바 롯데(23차전)와의 경기에서 1번 중견수로 출전하여 4타수 1안타를 기록했다. 상대 투수는 시미즈 나오유키였는데, 기이하게도 라쿠텐 최초의 정규 경기에서 선두 타자로서 대전한 것과 같은 상대였다. 경기 종료 후에 가진 은퇴식에서는 감독에게 경기를 출전해줄 수 있도록 부탁했는데 1번 중견수로서 기용되었던 것에 대해 감사의 뜻을 말하는 등 눈물을 흘리기도 했다.

### 은퇴 후
2007년 가을에 있은 스프링 캠프로부터 친정팀인 라쿠텐의 1군 타격 코치로 취임하면서 2009년까지 맡았다. 2010년에는 KBO 리그 팀인 SK 와이번스의 1군 타격 코치로 취임하여 같은 해 정규 페넌트레이스 우승과 한국시리즈 우승에 기여했다. 2011년에는 라쿠텐에 복귀하면서 2군 외야 수비 주루 코치로 발탁, 5월 15일에는 1군 외야 수비 주루 코치에 배치 전환되었고 10월 30일부로 라쿠텐을 퇴단했다.
2012년부터는 와다 유타카가 감독으로 있는 한신 타이거스에 복귀, 1군 외야 수비 주루 코치로 발탁되었다가 2015년에 사임하고 2016년에 후쿠오카 소프트뱅크 호크스에 1군 야수종합코치로 1년 맡았다가 다시 2018년에 후쿠오카 소프트뱅크 호크스에 3군 감독으로 있다가 2019년 시즌에 1군 타격코치를 맡으면서 2019년 일본시리즈 우승을 일궈냈다가 2020년 시즌에 다시 3군 타격 겸 외야 수비 주루 코치로 활동하고 있다.

## 출신 학교
- 도인가쿠엔 고등학교
- 고마자와 대학

## 선수 경력
- 한신 타이거스(1991년 ~ 1997년)
- 주니치 드래건스(1998년 ~ 2004년)
- 도호쿠 라쿠텐 골든이글스(2005년 ~ 2007년)

## 지도자 경력
- 도호쿠 라쿠텐 골든이글스 1군 타격 코치(2008년 ~ 2009년)
- SK 와이번스 1군 타격 코치(2010년)
- 도호쿠 라쿠텐 골든이글스 1·2군 외야 수비 주루 코치(2011년)
- 한신 타이거스 1군 외야 수비 주루 코치(2012년 ~ 2015년)
- 후쿠오카 소프트뱅크 호크스 1군 야수 종합 순회 코치(2016년)
- 후쿠오카 소프트뱅크 호크스 3군 감독(2018년)
- 후쿠오카 소프트뱅크 호크스 1군 타격코치(2019년)
- 후쿠오카 소프트뱅크 호크스 3군 타격 겸 외야 수비 주루 코치(2020년 ~ 2021년)
- 후투오카 소프트뱅크 호크스 2군 타격 코치(2022년 ~ )

## 수상·타이틀 경력
- 베스트 나인 : 1회(1999년)

## 주요 기록

### 첫 기록
- 첫 출장 : 1991년 7월 31일, 대 요미우리 자이언츠 17차전(한신 고시엔 구장)
- 첫 안타 : 상동.
- 첫 홈런 : 1993년 5월 11일, 대 요미우리 자이언츠 4차전(도쿄 돔)
- 첫 타점 : 1992년 6월 30일, 대 요미우리 자이언츠 16차전(도쿄 돔)
- 첫 도루 : 1993년 7월 16일, 대 요코하마 베이스타스 14차전(한신 고시엔 구장)

### 기록 달성 경력
- 통산 1000경기 출장 : 2001년 6월 29일, 대 요코하마 베이스타스 14차전(요코하마 스타디움) ※역대 369번째.
- 통산 1000안타 : 2005년 4월 6일, 대 홋카이도 닛폰햄 파이터스 1차전(후쿠시마 현영 아즈마 구장) ※역대 228번째.

### 기타
- 올스타전 출장 : 2회(1995년, 1999년)
- 포수로서는 시즌 최고 수비율 : 1.000(1993년)

## 등번호
- 21(1991년 ~ 1996년)
- 22(1997년)
- 23(1998년 ~ 2007년)
- 81(2008년 ~ 2009년)
- 88(2010년)
- 75(2011년)
- 78(2012년 ~ 2015년)
- 88(2016년, 2018년 ~ )

## 연도별 성적
| 연도        | 소속        | 경 기 | 타 석 | 타 수 | 득 점 | 안 타 | 2 루 타 | 3 루 타 | 홈 런 | 루 타 | 타 점 | 도 루 | 도루 실패 | 희생 번트 | 희생 플라이 | 볼 넷 | 고의 사구 | 死 구 | 삼 진 | 병 살 타 | 타 율 | 출 루 율 | 장 타 율 | O P S |
| ----------- | ----------- | ----- | ----- | ----- | ----- | ----- | ------- | ------- | ----- | ----- | ----- | ----- | --------- | --------- | ----------- | ----- | --------- | ----- | ----- | -------- | ----- | -------- | -------- | ----- |
| 1991년      | 한신        | 10    | 30    | 28    | 3     | 8     | 2       | 0       | 0     | 10    | 0     | 0     | 0         | 0         | 0           | 2     | 0         | 0     | 11    | 0        | .286  | .333     | .357     | .690  |
| 1992년      | 한신        | 31    | 46    | 43    | 1     | 5     | 1       | 0       | 0     | 6     | 2     | 0     | 0         | 0         | 0           | 3     | 0         | 0     | 13    | 1        | .116  | .174     | .140     | .313  |
| 1993년      | 한신        | 89    | 262   | 233   | 22    | 65    | 4       | 1       | 1     | 74    | 19    | 2     | 5         | 2         | 0           | 26    | 1         | 1     | 61    | 3        | .279  | .354     | .318     | .671  |
| 1994년      | 한신        | 103   | 320   | 283   | 27    | 76    | 8       | 1       | 2     | 92    | 27    | 2     | 4         | 9         | 2           | 26    | 2         | 0     | 37    | 5        | .269  | .328     | .325     | .653  |
| 1995년      | 한신        | 124   | 471   | 417   | 62    | 123   | 17      | 5       | 2     | 156   | 30    | 12    | 8         | 7         | 2           | 44    | 1         | 1     | 74    | 2        | .295  | .362     | .374     | .736  |
| 1996년      | 한신        | 113   | 382   | 344   | 32    | 108   | 21      | 2       | 2     | 139   | 28    | 5     | 6         | 2         | 4           | 32    | 7         | 0     | 60    | 2        | .314  | .368     | .404     | .772  |
| 1997년      | 한신        | 95    | 285   | 245   | 28    | 75    | 12      | 2       | 5     | 106   | 26    | 3     | 4         | 2         | 2           | 34    | 8         | 2     | 39    | 4        | .306  | .392     | .433     | .825  |
| 1998년      | 주니치      | 125   | 449   | 382   | 62    | 109   | 13      | 2       | 1     | 129   | 36    | 15    | 3         | 13        | 3           | 47    | 2         | 4     | 57    | 5        | .285  | .367     | .338     | .705  |
| 1999년      | 주니치      | 135   | 591   | 522   | 74    | 172   | 28      | 6       | 4     | 224   | 60    | 20    | 11        | 11        | 8           | 48    | 2         | 2     | 73    | 6        | .330  | .383     | .429     | .812  |
| 2000년      | 주니치      | 127   | 485   | 419   | 50    | 109   | 19      | 2       | 3     | 141   | 29    | 8     | 6         | 13        | 4           | 46    | 2         | 3     | 72    | 3        | .260  | .335     | .337     | .671  |
| 2001년      | 주니치      | 65    | 212   | 180   | 20    | 40    | 4       | 0       | 1     | 47    | 8     | 3     | 3         | 7         | 0           | 24    | 2         | 1     | 34    | 0        | .222  | .317     | .261     | .578  |
| 2002년      | 주니치      | 73    | 137   | 118   | 13    | 25    | 7       | 1       | 0     | 34    | 13    | 4     | 2         | 9         | 2           | 8     | 1         | 0     | 24    | 1        | .212  | .258     | .288     | .546  |
| 2003년      | 주니치      | 107   | 282   | 247   | 35    | 78    | 11      | 1       | 2     | 97    | 23    | 3     | 4         | 4         | 2           | 28    | 1         | 1     | 39    | 2        | .316  | .385     | .393     | .778  |
| 2004년      | 주니치      | 12    | 11    | 11    | 1     | 0     | 0       | 0       | 0     | 0     | 0     | 0     | 0         | 0         | 0           | 0     | 0         | 0     | 5     | 0        | .000  | .000     | .000     | .000  |
| 2005년      | 라쿠텐      | 101   | 294   | 258   | 30    | 74    | 16      | 2       | 0     | 94    | 12    | 7     | 6         | 6         | 2           | 26    | 0         | 2     | 53    | 1        | .287  | .354     | .364     | .719  |
| 2006년      | 라쿠텐      | 81    | 233   | 199   | 26    | 57    | 8       | 0       | 1     | 68    | 9     | 7     | 3         | 16        | 0           | 16    | 0         | 2     | 45    | 5        | .286  | .346     | .342     | .687  |
| 2007년      | 라쿠텐      | 17    | 25    | 24    | 4     | 5     | 2       | 0       | 0     | 7     | 2     | 0     | 0         | 0         | 0           | 0     | 0         | 1     | 5     | 0        | .208  | .240     | .292     | .532  |
| 통산 : 17년 | 통산 : 17년 | 1408  | 4515  | 3953  | 490   | 1129  | 173     | 25      | 24    | 1424  | 324   | 91    | 65        | 101       | 31          | 410   | 29        | 20    | 702   | 36       | .286  | .353     | .360     | .713  |

- 굵은 글씨는 시즌 최고 성적.